# Waltenheim
Pour les articles homonymes, voir Waltenheim (homonymie).
Waltenheim [valtənajm]  est une commune française située dans la circonscription administrative du Haut-Rhin et, depuis le 1er janvier 2021, dans le territoire de la Collectivité européenne d'Alsace, en région Grand Est.

## Géographie

### Localisation
Cette commune se trouve dans la région historique et culturelle d'Alsace, à 13 km à vol d'oiseau au sud-est de Mulhouse, 17 km au nord-ouest de Bâle et 49 km au nord-est de Montbéliard.
Elle se trouve dans l'Aire d'attraction de Bâle - Saint-Louis (partie française), la zone d'emploi de Saint-Louis et le bassin de vie de Sierentz

### Communes limitrophes
Les communes limitrophes sont Geispitzen, Kœtzingue, Magstatt-le-Bas, Uffheim et Sierentz.
|           | Geispitzen      | Sierentz |
| Kœtzingue | Waltenheim      |          |
|           | Magstatt-le-Bas | Uffheim  |

### Géologie et relief
La superficie de la commune est de 2,32 km2 ; son altitude varie de 268  à   313 mètres.

### Hydrographie

#### Réseau hydrographique
La commune est dans le bassin versant du Rhin au sein du bassin Rhin-Meuse. Elle est drainée par le Saurentz,.

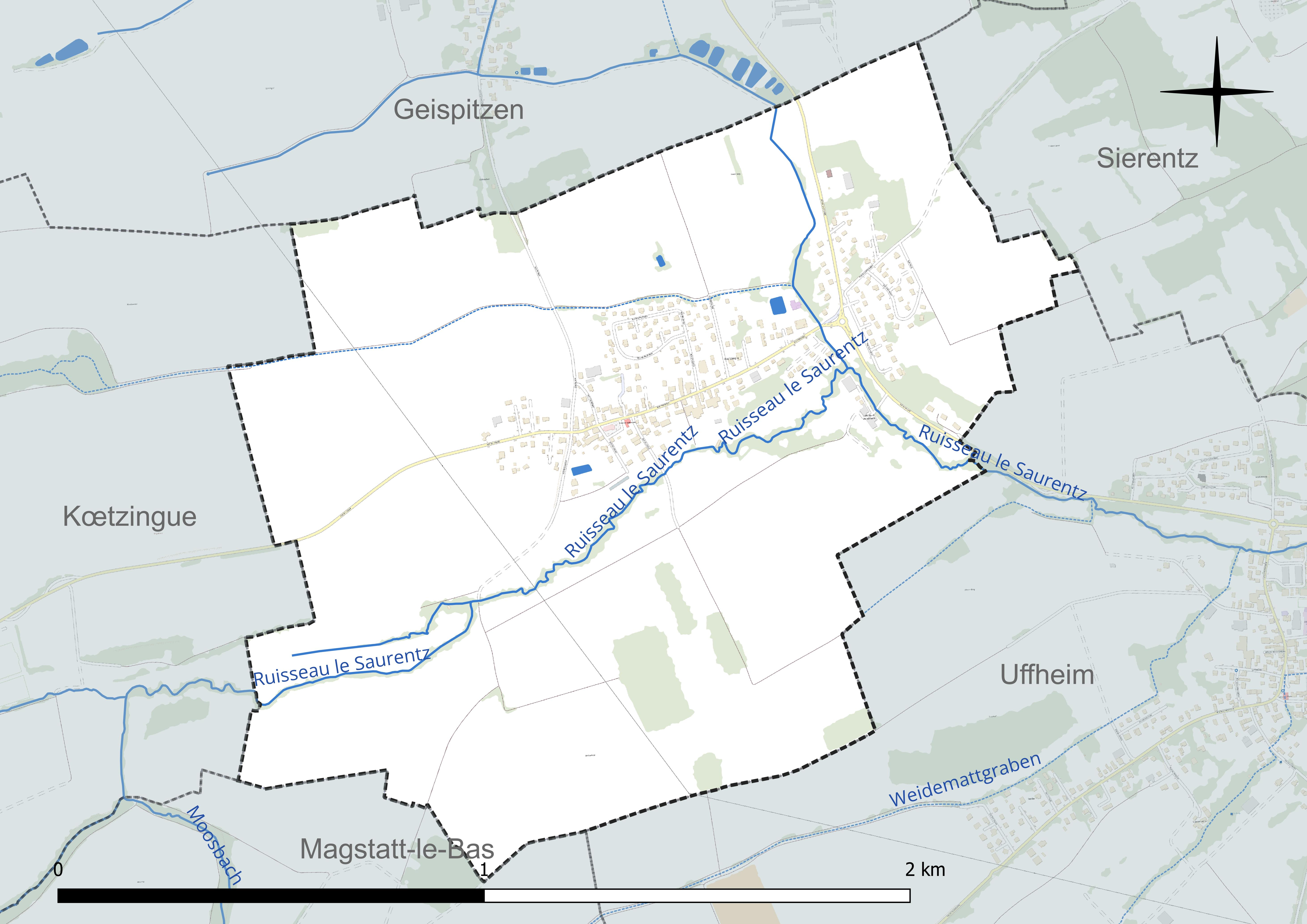
Carte hydrographique de la commune
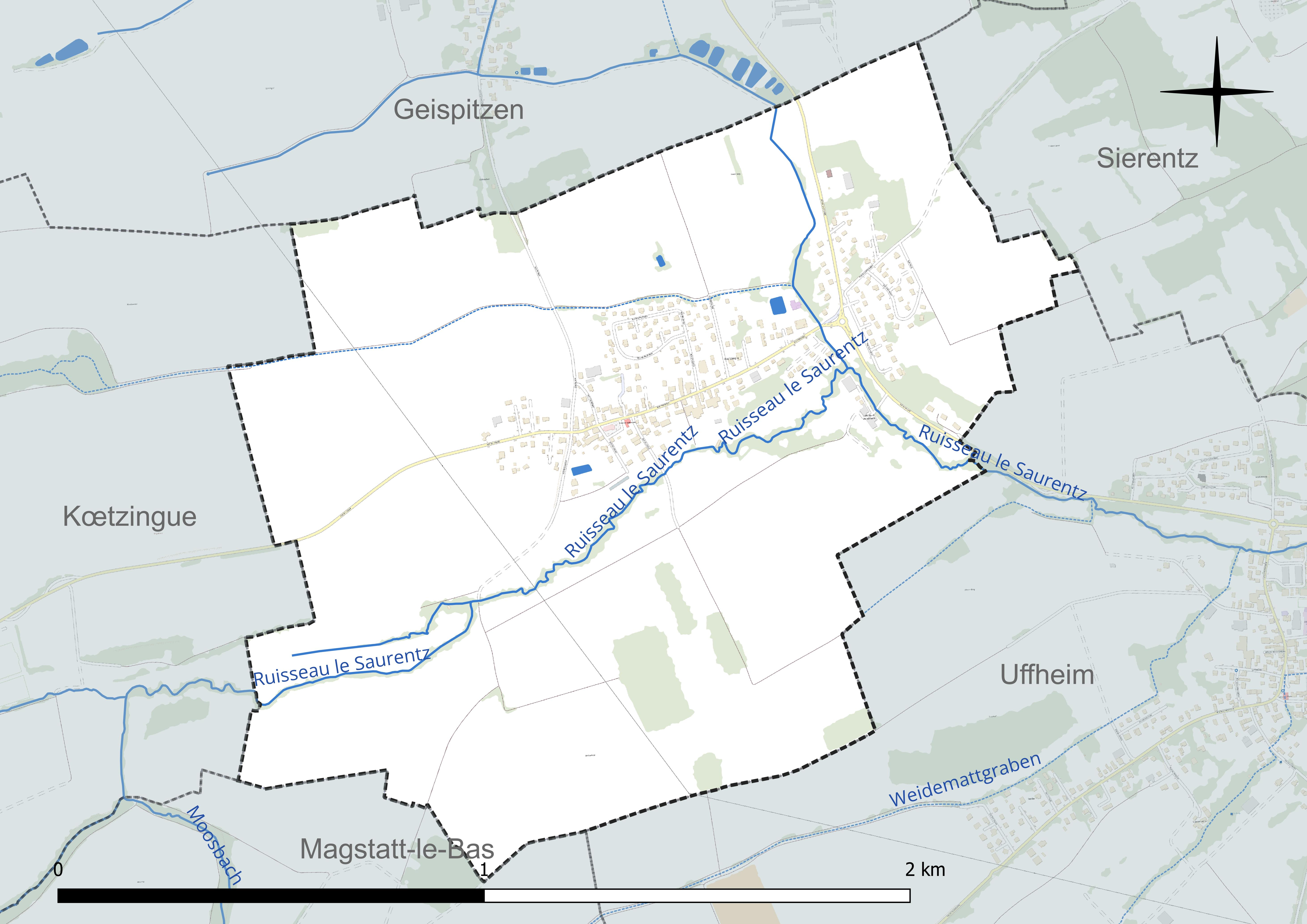
Réseau hydrographique de Waltenheim.

#### Gestion et qualité des eaux
Le territoire communal est couvert par le schéma d'aménagement et de gestion des eaux (SAGE) « Ill Nappe Rhin ». Ce document de planification concerne la nappe phréatique rhénane, les cours d'eau de la plaine d'Alsace et du piémont oriental du Sundgau, les canaux situés entre l'Ill et le Rhin et les zones humides de la plaine d'Alsace. Le périmètre s’étend sur 3 596 km2. Il a été approuvé le 17 janvier 2005. La structure porteuse de l'élaboration et de la mise en œuvre est la région Grand Est.
La qualité des cours d’eau peut être consultée sur un site dédié géré par les agences de l’eau et l’Agence française pour la biodiversité.

### Climat
Pour des articles plus généraux, voir Climat du Grand Est et Climat du Haut-Rhin.
En 2010, le climat de la commune est de type climat océanique altéré, selon une étude du Centre national de la recherche scientifique s'appuyant sur une série de données couvrant la période 1971-2000. En 2020, Météo-France publie une typologie des climats de la France métropolitaine dans laquelle la commune est exposée à un climat semi-continental et est dans la région climatique Alsace, caractérisée par une pluviométrie faible, particulièrement en automne et en hiver, un été chaud et bien ensoleillé, une humidité de l’air basse au printemps et en été, des vents faibles et des brouillards fréquents en automne (25 à 30 jours).
Pour la période 1971-2000, la température annuelle moyenne est de 10,3 °C, avec une amplitude thermique annuelle de 17,6 °C. Le cumul annuel moyen de précipitations est de 698 mm, avec 8,5 jours de précipitations en janvier et 9 jours en juillet. Pour la période 1991-2020, la température moyenne annuelle observée sur la station météorologique de Météo-France la plus proche, « Mulhouse », sur la commune de Mulhouse à 12 km à vol d'oiseau, est de 11,1 °C et le cumul annuel moyen de précipitations est de 747,6 mm. 
La température maximale relevée sur cette station est de 39,4 °C, atteinte le 13 août 2003 ; la température minimale est de −21,5 °C, atteinte le 10 février 1956,,.
Les paramètres climatiques de la commune ont été estimés pour le milieu du siècle (2041-2070) selon différents scénarios d'émission de gaz à effet de serre à partir des nouvelles projections climatiques de référence DRIAS-2020. Ils sont consultables sur un site dédié publié par Météo-France en novembre 2022.

## Urbanisme

### Typologie
Au 1er janvier 2024, Waltenheim est catégorisée petite ville, selon la nouvelle grille communale de densité à sept niveaux définie par l'Insee en 2022.
Elle est située hors unité urbaine. Par ailleurs la commune fait partie de l'aire d'attraction de Bâle - Saint-Louis (partie française), dont elle est une commune de la couronne,. Cette aire, qui regroupe 94 communes, est catégorisée dans les aires de 200 000 à moins de 700 000 habitants,.

### Occupation des sols

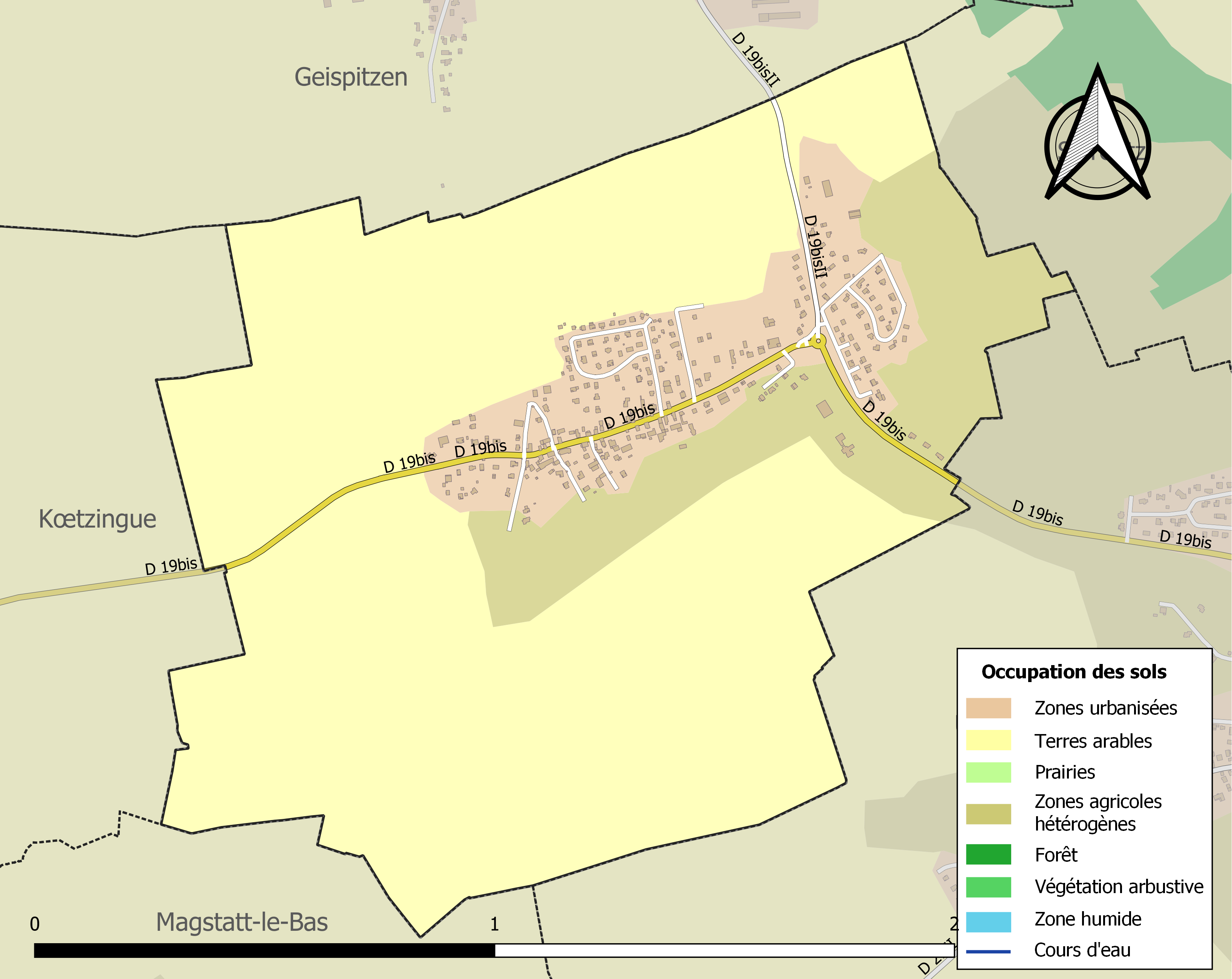
Carte des infrastructures et de l'occupation des sols de la commune en 2018 (CLC).

L'occupation des sols de la commune, telle qu'elle ressort de la base de données européenne d’occupation biophysique des sols Corine Land Cover (CLC), est marquée par l'importance des territoires agricoles (86,3 % en 2018), en diminution par rapport à 1990 (88,3 %). La répartition détaillée en 2018 est la suivante : 
terres arables (72,6 %), zones urbanisées (13,7 %), zones agricoles hétérogènes (13,7 %). L'évolution de l’occupation des sols de la commune et de ses infrastructures peut être observée sur les différentes représentations cartographiques du territoire : la carte de Cassini (XVIIIe siècle), la carte d'état-major (1820-1866) et les cartes ou photos aériennes de l'IGN pour la période actuelle (1950 à aujourd'hui).

### Habitat et logement
En 2020, le nombre total de logements dans la commune était de 227, alors qu'il était de 229 en 2015 et de 213 en 2010.
Parmi ces logements, 94,4 % étaient des résidences principales, 0,8 % des résidences secondaires et 4,8 % des logements vacants. Ces logements étaient pour 86,9 % d'entre eux des maisons individuelles et pour 13,1 % des appartements.
Le tableau ci-dessous présente la typologie des logements à Waltenheim en 2020 en comparaison avec celle du Haut-Rhin et de la France entière. Une caractéristique marquante du parc de logements est ainsi la faible proportion des résidences secondaires et logements occasionnels (0,8 %) par rapport au département (3,4 %) et à la France entière (9,7 %). 
| Typologie                                               | Waltenheim | Haut-Rhin | France entière |
| ------------------------------------------------------- | ---------- | --------- | -------------- |
| Résidences principales (en %)                           | 94,4       | 87,6      | 82,1           |
| Résidences secondaires et logements occasionnels (en %) | 0,8        | 3,4       | 9,7            |
| Logements vacants (en %)                                | 4,8        | 9         | 8,2            |

## Toponymie
La localité est mentionnée en 1265 sous le nom actuel. Le suffixe -heim indique  une fondation franque[réf. nécessaire].

## Histoire

### Ancien Régime
Le village appartenait aux Habsbourg des origines à 1648. Ensuite passé à la Couronne française.
En 1939, 45 pièces d'or datant du XIIIe au XVe siècle ont été découvertes à Waltenheim, monnaies impériales des archévêchés de Cologne, Trèves et Mayence.

### Époque contemporaine
Au XIXe siècle, des carrières y étaient exploitées.

## Politique et administration

### Rattachements administratifs et électoraux

#### Rattachements administratifs
La commune se trouve depuis 1926 dans l'arrondissement de Mulhouse du département du Haut-Rhin, dans  le territoire de la Collectivité européenne d'Alsace.
Elle faisait partie depuis 1793 du  canton de Sierentz,. Dans le cadre du redécoupage cantonal de 2014 en France, cette circonscription administrative territoriale a disparu, et le canton n'est plus qu'une circonscription électorale.

#### Rattachements électoraux
Pour les élections départementales, la commune fait partie depuis 2014 du canton de Brunstatt-Didenheim
Pour l'élection des députés, elle fait partie de la sixième circonscription du Haut-Rhin.

### Intercommunalité
Waltenheim était membre de la communauté de communes du Pays de Sierentz, un établissement public de coopération intercommunale (EPCI) à fiscalité propre créé en 2002 et auquel la commune avait transféré un certain nombre de ses compétences, dans les conditions déterminées par le code général des collectivités territoriales.
Dans le cadre des dispositions de la loi portant nouvelle organisation territoriale de la République du 7 août 2015, qui prévoit que les établissements publics de coopération intercommunale (EPCI) à fiscalité propre doivent avoir un minimum de 15 000 habitants, cette intercommunalité a fusionné avec ses voisines pour former, le 1er janvier 2017, la communauté d'agglomération dénommée Saint-Louis Agglomération, dont est désormais membre la commune.

### Liste des maires
| Période                                  | Période                        | Identité           | Étiquette | Qualité |
| ---------------------------------------- | ------------------------------ | ------------------ | --------- | --- |
| Les données manquantes sont à compléter. |                                |                    |           | |
|                                          |                                |                    |           | |
| 1977                                     | septembre 2017                 | Guy Picquet        |           | Président de la CC du Pays de Sierentz (2002 → 2008) Président du syndicat des eaux de Schlierbach et environs[Quand ?] Chevalier des palmes académiques Démissionnaire |
| septembre 2017                           | juin 2023                      | Jean Louis Schott, |           | Maître de conférences à l’Université de Haute-Alsace Démissionnaire |
| juin 2023                                | En cours (au 30 novembre 2023) | Valérie Kuntz      |           | Cadre administrative ou commerciale d'entreprise |

## Équipements et services publics

### Enseignement
Les enfants de la commune sont scolarisés avec ceux de Geispitzen dans le cadre d'un regroupement pédagogique intercommunal. L'école primaire, implantée à Waltenheim, est dotée d'un accueil périscolaire

## Population et société
Les habitants sont appelés les Waltenheimois et les Waltenheimoises.

### Démographie
L'évolution du nombre d'habitants est connue à travers les recensements de la population effectués dans la commune depuis 1793. Pour les communes de moins de 10 000 habitants, une enquête de recensement portant sur toute la population est réalisée tous les cinq ans, les populations de référence des années intermédiaires étant quant à elles estimées par interpolation ou extrapolation. Pour la commune, le premier recensement exhaustif entrant dans le cadre du nouveau dispositif a été réalisé en 2006.

En 2022, la commune comptait 512 habitants, en évolution de −4,66 % par rapport à 2016 (Haut-Rhin : +0,66 %, France hors Mayotte : +2,11 %).
| 1793 | 1800 | 1806 | 1821 | 1831 | 1836 | 1841 | 1846 | 1851 |
| ---- | ---- | ---- | ---- | ---- | ---- | ---- | ---- | ---- |
| 207  | 120  | 224  | 232  | 233  | 280  | 270  | 278  | 249  |

| 1856 | 1861 | 1866 | 1871 | 1875 | 1880 | 1885 | 1890 | 1895 |
| ---- | ---- | ---- | ---- | ---- | ---- | ---- | ---- | ---- |
| 248  | 242  | 191  | 210  | 193  | 187  | 177  | 177  | 175  |

| 1900 | 1905 | 1910 | 1921 | 1926 | 1931 | 1936 | 1946 | 1954 |
| ---- | ---- | ---- | ---- | ---- | ---- | ---- | ---- | ---- |
| 181  | 170  | 164  | 179  | 157  | 142  | 163  | 142  | 132  |

| 1962 | 1968 | 1975 | 1982 | 1990 | 1999 | 2006 | 2011 | 2016 |
| ---- | ---- | ---- | ---- | ---- | ---- | ---- | ---- | ---- |
| 140  | 126  | 173  | 300  | 357  | 505  | 555  | 564  | 537  |

| 2021 | 2022 | - | - | - | - | - | - | - |
| ---- | ---- | - | - | - | - | - | - | - |
| 513  | 512  | - | - | - | - | - | - | - |

## Culture locale et patrimoine

### Lieux et monuments
- Église Saints-Pierre-et-Paul : Waltenheim est l'une des quelque 50 localités d'Alsace dotées d'une église simultanée[24]. L' église du XVIIIe siècle est  agrandie en1858, le clocher est modifié en 1952.

L'église Saints-Pierre-et-Paul
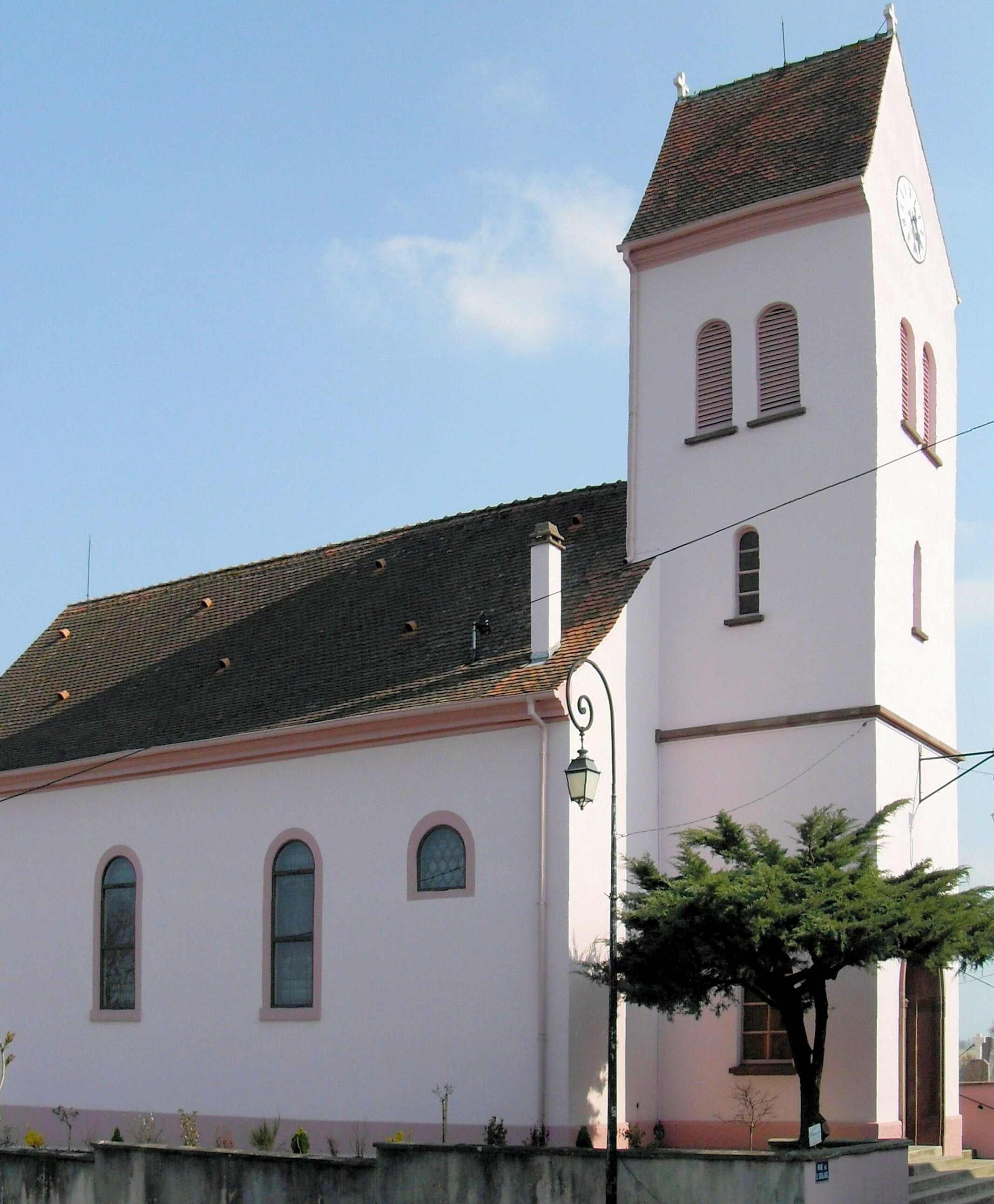
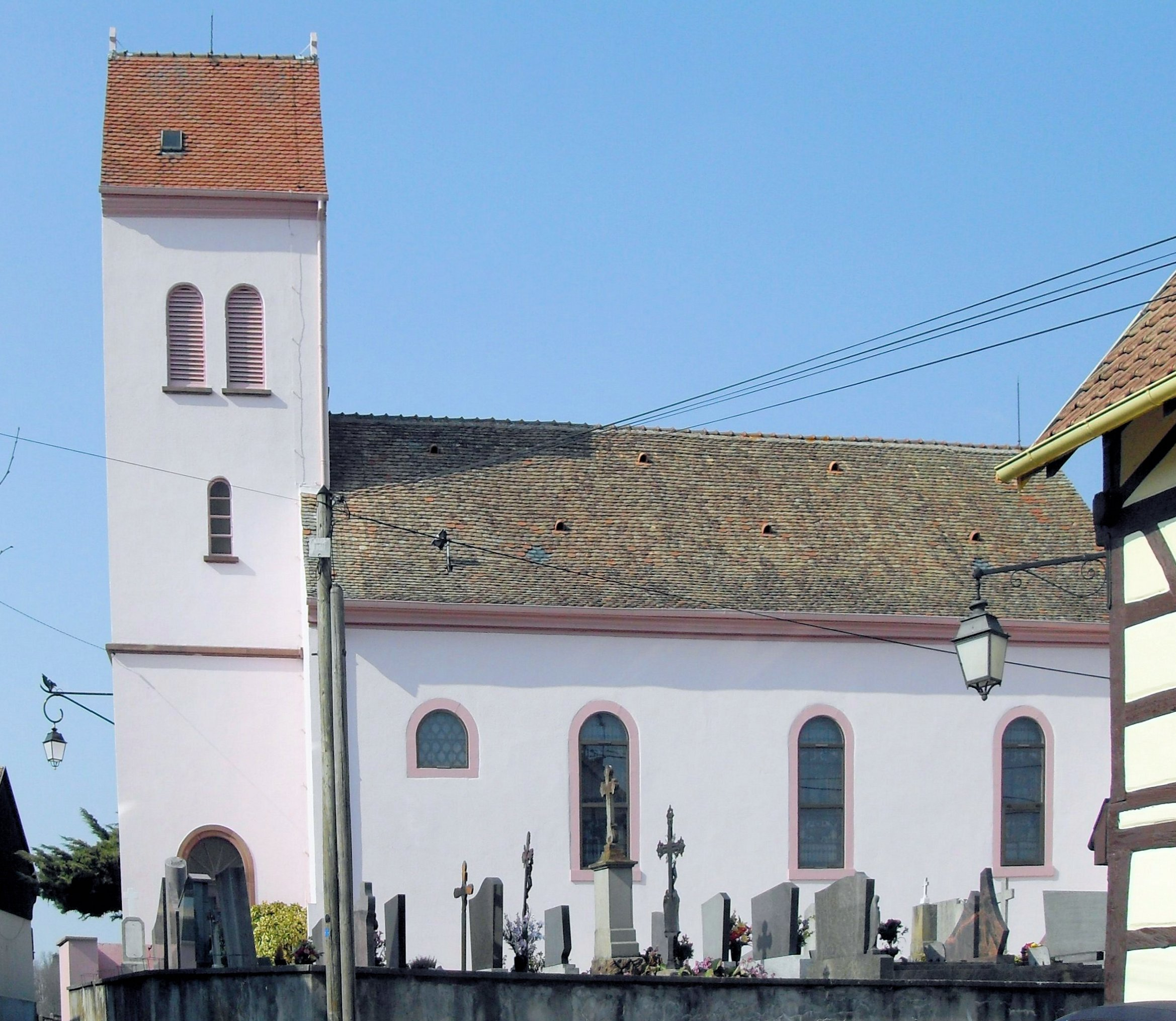

- Maison à colombage: Numéro 7 rue Principale: à l' étage une fenêtre au cadre sculpté.
- La plume du rond-point[C'est-à-dire ?] installée en 2001 lors d'une cérémonie à cet honneur.
- La commune dispose de plusieurs chemins de randonnée.

### Héraldique
| Blason de Waltenheim | Blason  | Parti, au premier d'or au croissant tourné d'azur, au second d'azur au croissant contourné d'or.                                   |
| Blason de Waltenheim | Détails | Sur le site communal, le blason est surchargé de la devise « Croire et Croître ». Le statut officiel du blason reste à déterminer. |

## Pour approfondir